# Richard Buck
Richard Thomas Buck (14 novembre 1986) è un velocista britannico.

## Palmarès
| Anno | Manifestazione   | Sede     | Evento      | Risultato | Prestazione | Note |
| ---- | ---------------- | -------- | ----------- | --------- | ----------- | ---- |
| 2005 | Europei juniores | Kaunas   | 4x400 m     | Oro       | 3'06"67     |      |
| 2007 | Europei under 23 | Debrecen | 400 m piani | 5º        | 46"15       |      |
| 2007 | Europei under 23 | Debrecen | 4x400 m     | 5º        | 3'07"06     |      |
| 2007 | Mondiali         | Osaka    | 4x400 m     | 6º        | 3'02"94     |      |
| 2009 | Europei indoor   | Torino   | 400 m piani | 5º        | 46"93       |      |
| 2009 | Europei indoor   | Torino   | 4x400 m     | Argento   | 3'07"04     |      |
| 2010 | Mondiali indoor  | Doha     | 4x400 m     | Bronzo    | 3'07"52     |      |
| 2011 | Europei indoor   | Parigi   | 400 m piani | Bronzo    | 46"62       |      |
| 2011 | Europei indoor   | Parigi   | 4x400 m     | Argento   | 3'06"46     |      |
| 2012 | Mondiali indoor  | Istanbul | 4x400 m     | Argento   | 3'04"72     |      |
| 2012 | Europei          | Helsinki | 400 m piani | 5º        | 45"92       |      |
| 2012 | Europei          | Helsinki | 4x400 m     | Argento   | 3'01"56     |      |
| 2013 | Europei indoor   | Göteborg | 4x400 m     | Oro       | 3'05"78     |      |
| 2014 | Mondiali indoor  | Sopot    | 400 m piani | Batteria  | dq          |      |